# Тім Піготт-Сміт
Тімоті Пітер «Тім» Піґотт-Сміт (англ. Timothy Peter Pigott-Smith; 13 травня 1946, Регбі, Ворикшир — 7 квітня 2017, Нортгемптон, Нортгемптоншир) — англійський актор кіно і телебачення.

## Біографія
Його кар'єра розпочалася в 1971 році, коли він виконав невелику роль в епізоді «Кігті аксонів» телесеріалу «Доктор Хто». До 1984 року виконував невеликі ролі. Успіх і премію BAFTA TV Піготт-Сміт принесла одна з головних ролей у міні-серіалі «Скарби корони». Двічі за свою кар'єру актор знявся в екранізації роману Елізабет Гаскелл «Північ і Південь» — у 1975 році — в ролі Фредеріка Гейла і в 2004 році — в ролі батька Річарда Гейла.
Пигот-Сміт активно знімався в кіно. В його фільмографію входять такі картини, як «Александр», «Чотири пера», «V означає Вендетта», «Аліса в країні чудес», «Піднесення Юпітер», «Агент Джонні Інгліш» і багато інших.